# Christophe Duboscq
Pour les articles homonymes, voir Duboscq.
Christophe Duboscq est un footballeur français reconverti entraîneur, né le 15 janvier 1967 à Caen.
Cet attaquant était réputé pour sa polyvalence, éprouvée en particulier lors de son passage au SM Caen.

## Palmarès
- Champion de France de D2 en 1996 avec le SM Caen

## Statistiques
- 41 matchs et 2 buts en Division 1
- 9 matchs en Division 2